# 皮尼昂 (塞爾希培州)
10°34′01″S 37°43′22″W / 10.56694°S 37.72278°W
皮尼昂（葡萄牙語：Pinhão），是巴西的城鎮，位於該國東北部，由塞爾希培州負責管轄，始建於1953年11月25日，面積156平方公里，海拔高度258米，2013年人口6,318，人口密度每平方公里40.5人。